# 夢来鳥ねむ
夢来鳥 ねむ（むくどり ねむ、1969年6月28日 - ）は、日本の漫画家、イラストレーター。

## 来歴
岩手県盛岡市出身、宮城県仙台市育ち。東京都在住。血液型はB型。日本ビジネススクール仙台校（現在、日本デザイナー芸術学院仙台校）卒。1989年、コミックコンプに掲載された「宮狐」でデビュー。代表作はアニメ化もされた『HAUNTEDじゃんくしょん』・『恋咲忍伝おもいっきりハヤテさま』など。
同人サークル「ら・むうん」に所属しており、同団体の代表であった漫画原作者・有里紅良とコンビを組み、自身の作品のサイドストーリーや、本編未収録の漫画、オリジナルの童話作品などを発表している。なお「ら・むうん」本体が劇団としての活動も行っているため、同団体の座付き俳優ならびに同団体製作によるダイナビジョンの声優としての活動もある。2015年7月2日に「ら・むうん」初代代表であった有里が亡くなった後には、同団体の二代目代表として同職を受け継いでいる。
現在は東京工芸大学芸術学部マンガ学科の准教授等を務めつつ、「ら・むうん」が発行している同人誌内にて演劇「なぞらえ屋」の漫画版を掲載するなど幅広く活動中。
日本酒が好きで、晩酌を趣味としている。

## 作品一覧
前述の同人サークル「ら・むうん」の活動含めて、オリジナル作品は人物や団体などの設定で繋がっている。

### 連載中
- 『アンダー・ヘブンズ ホスピタル』（『幻蔵』連載） - 原作：有里紅良、休載中

### 連載終了
特記の無い限り、メディアワークスの電撃コミックスレーベルから刊行。
- 『戦国ソーサリアン』角川書店 〈ドラゴンコミックス ソーサリアンシリーズ〉 単巻（『コミックコンプ増刊』掲載）
- 『物の怪らんちき戦争』角川書店 〈コンプコミックス〉 1-3巻（『コミックコンプ』連載） - 連載終了後、単行本発売前にメディアワークスに移籍したためか第3巻までしか出版されず、電撃コミックスから新装版として最終4巻までが刊行された。
  - （新装版）全4巻
- 『緋翔伝〜幾千の月のかけら〜』メディアワークス 〈電撃コミックスEX〉 全6巻（『コミックコンプ』→『月刊電撃コミックガオ!』連載）
  - （復刻版）ブッキング 全6巻
- 『HAUNTEDじゃんくしょん』全13巻（『月刊電撃コミックガオ!』連載） - 原作協力：有里紅良
- 『WELCOMEねむチャンネル ヴァンパイア』単巻（『電撃少年』掲載）
- 『爆走!艶歌 紅美兎』全2巻（『月刊電撃コミックガオ!』連載）
- 『円陣とらぶる!』全3巻（『月刊電撃コミックガオ!』連載） - 原作：有里紅良
- 『恋咲忍伝おもいっきりハヤテさま』講談社 〈マガジンZKC〉 全2巻（『MiChao!』連載） - 原作：有里紅良　内容は第1部。予告されている第2部は未発表。
- 『劇闘!!花形夢一座』ジャイブ 〈CRコミックス〉 全1巻（『月刊コミックラッシュ』連載）
- 『セイル』講談社 〈マガジンZKC HXL ヒーロークロスラインシリーズ〉 全2巻（『ヒーロークロスライン』連載） - 原作：有里紅良、コンセプトデザイン：結城信輝

### 小説挿絵
- 有里紅良『アンダー・ヘブンズふぁみりぃ』メディアワークス 〈電撃文庫〉 全1巻 - マンガ図書館Zにて無料配信中
- 有里紅良『HAUNTEDじゃんくしょん －風塵の鬣－』メディアワークス 〈電撃文庫〉 全2巻

## 演劇出演
- ダイナビジョン『女禍』（鬼太郎座製作、猫娘 役）